# CHIP (雑誌)
CHIPとはCHIPホールディング（旧名Vogel Burda Holding GmbH）が出版しているコンピュータ・通信雑誌で欧州とアジア15カ国で発行されている。CHIPのドイツ版は1978年8月に創刊されておりドイツで最大かつ最古のコンピュータ雑誌の1つとして2008年第四四半期における各月平均部数は418,019部だった。
ドイツ市場にて競合する雑誌にComputer Bild、PC-Welt、c'tがある。

## Chip.de
Chip.deもしくはCHIP OnlineとはCHIPブランドの独立系ウェブポータルである。ドイツ語圏において最もアクセス数の多いメディアポータルの1つでハードウェアとソフトウェアの試用、価格比較、容量の大きいダウンロード、コミュニティポータルを提供している。2010年1月時点でアレクサにおけるウェブトラフィックランキング上位500位のウェブサイトの1つでドイツにおいては上位20サイトの1つになっている。
CHIPオンラインはCHIP Xonio Online GmbHが運営しており、またwww.Xonio.comとwww.Download.CHIP.eu（2007年2月より）をネット上で展開している。